# 皆川健多郎
皆川 健多郎（みながわ けんたろう）は、日本の経営工学者・社会システム工学者。大阪工業大学情報科学部データサイエンス学科教授。工学博士。
日本経営工学会理事。日本設備管理学会理事。経済産業省委託「産学連携製造中核人材育成事業」2005/2006プログラムマネージャー。
専門は、経営工学・技術マネジメント・経営情報学、インダストリアルエンジニアリング（生産工学・管理工学含む）、社会システム工学・マーケティング科学・経済工学
。

## 経歴
1992年大阪工業大学工学部経営工学科卒業。1998年同大学大学院工学研究科経営工学専攻博士後期課程単位修得退学、工学博士。
その後、同大学工学部経営工学科助手、技術マネジメント学科講師、環境工学科教授などを経て、2021年情報科学部データサイエンス学科教授。
主な所属学会は、日本経営工学会、日本経営システム学会、日本情報経営学会、マーケティング・サイエンス学会 、日本設備管理学会 、日本インダストリアル・エンジニアリング協会、日本ロジスティクスシステム学会など。主な著書は、「生産工学 - ものづくりマネジメント工学」(共著、コロナ社2012、教科書）、「暮らしの科学問題集」（共著、静岡学術出版2021、学術書）、「新人IErと学ぶ実践IEの強化書」（共著、日刊工業新聞社2021、学術書）など。

## 社会的活動
- 経済産業省委託「平成17・18年度産学連携製造中核人材育成事業」にて模擬製造ライン開発
- 文部科学省委託「平成19・20・21年度社会人学び直しニーズ対応教育推進事業」
- 全国中小企業団体中央会補助事業「平成22年度ものづくり指導者養成支援事業」に関わるなど改善活動に関する指導

その他、学術アドバイザーとして、経済産業省が推進する「スマートものづくり応援隊」事業者である大阪商工会議所の「IoT・オープンネットワーク活用研究会」に参加する
。

## 受賞
主な受賞は、日本経営工学会特別功労賞、日本インダストリアル・エンジニアリング協会文献賞・貢献賞など。

## 主な研究
- 見える化されたデータを活用した生産性向上への取り組み（生産工学）[5]
- IoTセンサーを活用した現場のリアルタイム見える化システムの検討（管理工学）
- SDGs環境活動と企業の営業利益率の関係に関する研究（経済工学）
- 商業店舗の最適立地の基礎研究：競合店がある場合とない場合の基本的性質と解法手順[6]（マーケティング科学)
- 資源リサイクルに向けた回収拠点の最適配置ならびに巡回収集の最適化に関する研究（社会システム工学）

社会人向け「AIデータサイエンス・リカレント教育プログラム」（2021年度から大阪工業大学大学院情報科学研究科で開講）で、講師を担当している。
また、科学技術振興機構（JST）社会還元加速プログラム（SCORE）大学推進型Demo Day 2021（神戸大学と大阪工業大学の共同プロジェクト）で「農業生産現場における経営カイゼンのためのIoTデバイス、シミュレータの開発」を推進している。